# معركة قلعة لاتر
معركة قلعة لاتر في قرية شمال تيرول النمساوية لاتر في 5 مايو 1945 في الأيام الأخيرة من الحرب العالمية الثانية، بين قوات أمريكية إلى جانب عناصر من المقاومة الفرنسية وجنود من الجيش الألماني (هير) ضد وحدات فرقة إس إس 17 بانزرجرينادير غوتز فون بيرليتشينغن.

## مجريات المعركة
في الثالث من مايو عام 1945، ترك زفونيمير تشوشكوفيتش -وهو عضو في المقاومة الشيوعية اليوغوسلافية من كرواتيا كان مسجونًا هناك ويعمل كرجل إصلاحات في السجن- السجن بحجة الذهاب لأداء مهمة يومية لقائد السجن سيباستيان فيمر. حمل تشوشكوفيتش رسالة باللغة الإنجليزية تطلب مساعدة الحلفاء مقررًا إعطاءها لأول أمريكي يصادفه في طريقه.
تقع بلدة فورغل على بعد ثمانية كيلومترات عبر الجبال، لكنها كانت تحت احتلال القوات الألمانية. تقدم تشوشكوفيتش بدلًا من ذلك على امتداد نهر إن وصولًا إلى إنسبروك على بعد 64 كيلومترًا. لاحقًا في ذلك المساء، وصل إلى أطراف المدينة وواجه فرقة متقدمة من فوج المشاة 409 التابع لقطعة المشاة الأمريكية 103 من الفيلق الأمريكي الرابع، وأخبرهم بشأن سجناء القلعة. لم يتمكن الجنود من الحصول على تصريح بتنفيذ مهمة إنقاذ بمفردهم، لكنهم وعدوا تشوشكوفيتش بتقديم رد من مقر قيادتهم بحلول صبيحة الرابع من مايو.
عند الفجر، خرجت فرقة إنقاذ ثقيلة بهدف تنفيذ المهمة لكنها قوبلت بقصف عنيف أدى إلى إيقافها بعد يينا مباشرة قرب منتصف الطريق إلى لاتر، ومن ثم استدعيت من قبل الضباط المشرفين بسبب التعدي على منطقة القطعة الأمريكية السادسة والثلاثين إلى الشرق. لم تستمر في المسير سوى سيارتي جيب من الاحتياط.
بعد غياب تشوشكوفيتش من جهة، وموت القائد السابق لداتشاو إدوارد فايتر في ظروف غامضة داخل السجن بتاريخ الثاني من مايو من جهة أخرى، خشي فيمر على حياته وترك مكانه. خرج حرس وحدات الجماجم إس إس الألمانية من القلعة بعد فترة وجيزة، وهكذا سيطر المساجين على القلعة وتسلحوا بالأسلحة الباقية داخلها.
نتيجة عدم علمهم بالجهود التي بذلها تشوشكوفيتش، قبل قادة المساجين عرض الطباخ التشيكي أندرياس كروبوت، وهو الذهاب على الدراجة إلى فورغل في منتصف نهار الرابع من مايو أملًا بالحصول على مساعدة. نجح كروبوت المزود بملاحظة مشابهة في الوصول إلى المقاومة النمساوية في تلك البلدة، والتي كانت قوات الفيرماخت الألماني قد انسحبت منها منذ فترة قصيرة، لتعاود احتلالها قوات فافن إس إس الجوالة. اقتيد أيضًا إلى الرائد جوزيف غانغل، قائد المجموعة الباقية من جنود الفيرماخت الذين عصوا الأمر بالانسحاب، وبدلًا من ذلك اختلطوا بالمقاومة الشعبية ليصبح رئيسها فيما بعد.
سعى غانغل إلى الحفاظ على موقع وحدته في البلدة لحماية السكان المحليين من انتقام قوات الإس إس. كان الموالون للنازية يطلقون النار على كل نافذة تعرض علمًا أبيض أو نمساويًا، كما أنها كثيرًا ما أعدمت الشباب ميدانيًا بصفتهم منشقين محتملين. تركزت آمال غانغل على وصول الأمريكيين بسرعة إلى فورغل والاستسلام لهم. بدلًا من ذلك اضطر الآن إلى الاقتراب من الأمريكيين رافعًا الراية البيضاء وطلب المساعدة منهم.
في الوقت ذاته تقريبًا، كانت فرقة استطلاعية مكونة من أربع دبابات شيرمان تابعة لكتيبة الدبابات الثالثة والعشرين، القطعة المدرعة الثانية عشر من الفيلق الأمريكي الحادي والعشرين تحت قيادة النقيب لي قد وصلت إلى كوفشتاين في النمسا، على بعد ثلاثة عشر كيلومترًا إلى الشمال. هناك في ساحة البلدة، استراحت المجموعة خلال انتظارها تخليص القطعة الثانية عشر من قبل قطعة المشاة السادسة والثلاثين. عندما طُلب منه إنقاذ غانغل، لم يتردد لي، متطوعًا لقيادة مهمة الإنقاذ ليحصل مباشرة على الإذن من قبل مقر القيادة العامة.
بعد مهمة استطلاعية شخصية للقلعة من قبل غانغل، ترك لي اثنتين من دباباته في الخلف لكنه استقدم خمس دبابات أخرى وجنود دعم مشاة من فيلق المشاة 142 التابع لقطعة المشاة السادسة والثلاثين الذي كان قد وصل حديثًا. في الطريق، كان لي مجبرًا على إعادة التعزيزات العسكرية عندما بدا أن أحد الجسور كان أكثر هشاشة من أن يعبره العمود العسكري الذي اضطر لاجتيازه مرتين وليس واحدة فقط. تاركًا إحدى دباباته في الخلف للحراسة، انطلق برفقة أربعة عشر جنديًا أمريكيًا فقط، بالإضافة إلى غانغل والسائق وشاحنة تحمل ستة رجال مدفعية ألمان. على بعد ستة كيلومترات من القلعة، تمكنوا من هزيمة قوات الإس إس التي كانت تحاول وضع حاجز على الطريق.
خلال ذلك الوقت، كان السجناء الفرنسيون قد طلبوا ضابطًا من الإس إس هو كورت زيغفريد شرادر، والذي كانوا قد صادقوه في لاتر خلال نقاهته من جروحه، وذلك من أجل قيادة دفاعهم. لدى وصول لي إلى القلعة، رحب المساجين بالقوة العسكرية المحررة لهم لكن أملهم خاب بسبب عددها الصغير. وضع لي الرجال تحت قيادته في مواقع دفاعية حول القلعة، ووضع دبابته على المدخل الرئيسي.